# Eugenio Bruni
Eugenio Bruni (Boulogne-Billancourt, 4 de febrero de 1884-Nanterre, 12 de octubre de 1956) fue un deportista italo-francés que compitió en ciclismo en la modalidad de pista. Ganó una medalla de plata en el Campeonato Mundial de Ciclismo en Pista de 1908, en la prueba de medio fondo.

## Medallero internacional
| Representando a Italia |                   |                  |                 |
| Campeonato Mundial     |                   |                  |                 |
| Año                    | Lugar             | Medalla          | Competición     |
| 1908                   | Berlín (Alemania) | Medalla de plata | Medio fondo (P) |